# Puchenstuben

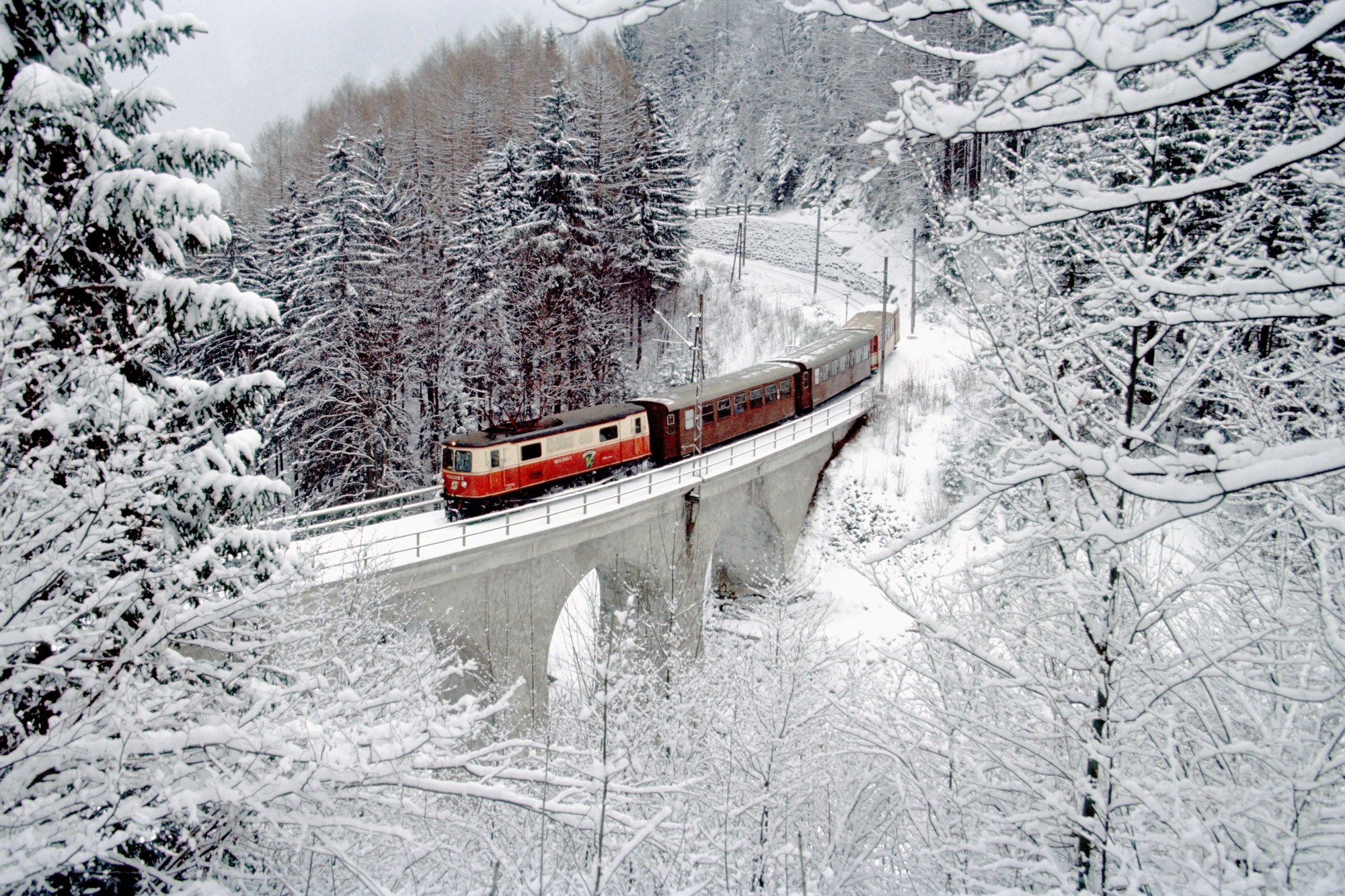
Mariazellerbahn

Puchenstuben je obec v okrese Scheibbs, ve spolkové zemi Dolní Rakousko. V lednu 2019 zde žilo celkem 300 obyvatel.

## Geografie
Obec leží na východě okresu. Její rozloha je 41,29 km² a nachází se tu 11 vesniček nebo osad. 84,2 % plochy území je zalesněno. Je to horská vesnice s nadmořskou výškou zhruba od 550 m až do 1285 m (hora Hochstadelberg). Při jihozápadním okraji území protéká říčka Erlauf.

### Sousední obce
Sousedními obcemi jsou St. Anton an der Jeßnitz na severozápadě a Gaming na jihozápadě. Jinak ostatní sousední obce jsou ve spolkové zemi Štýrsko.

## Doprava
Od severu k jihu, v nadmořské výšce zhruba od 800 m až po 1100 m prochází obcí horská silnice - zemská silnice Puchenstubner Straße B28.
Územím obce také prochází úzkorozchodná železniční trať vedoucí ze St. Pöltenu do poutního místa Mariazell. Vystoupá zde až do nadmořské výšky 891 m. Trať má jméno Mariazellerbahn.

## Zajímavosti
- Trefflingfall - kaskádovitý vodopád o délce zhruba 280 m
- Alpenhotel Gösing - alpský hotel postavený v roce 1922. Stojí vedle železniční trati
- Římskokatolický kostel sv. Anny